# Tetrafluormethaan
Tetrafluormethaan, ook bekend onder de naam Freon 14, is een halomethaan van fluor, met als brutoformule CF4. Het is een kleurloos en reukloos, vloeibaar gemaakt gas, dat onoplosbaar is in water. De stof wordt gebruikt als koudemiddel om zeer lage temperaturen te bereiken.

## Synthese
Zuivere tetrafluormethaan werd voor het eerst gesynthetiseerd in 1926.
In laboratoria wordt de stof meestal bereid uit een reactie van siliciumcarbide met fluorgas:
{\displaystyle {\ce {SiC + 2F2 -> CF4 + Si}}}

## Toxicologie en veiligheid
Het gas is zwaarder dan lucht en kan zich ophopen op laaggelegen plaatsen, met zuurstofgebrek als gevolg. Bij contact met een heet oppervlak of met een vlam ontleedt deze stof, met vorming van onder andere waterstoffluoride.
De stof kan effecten hebben op het hart en de bloedvaten, met als gevolg een verstoorde werking of een onregelmatige hartslag. Blootstelling kan het bewustzijn verminderen. Snelle verdamping van de vloeistof kan bevriezing veroorzaken.

### Milieu
Tetrafluormethaan is een krachtig broeikasgas en heeft een aardopwarmingsvermogen van 6500. In de atmosfeer bevinden zich gemiddeld 0,070 ppb tetrafluormethaan.
In tegenstelling tot CFK's tast tetrafluormethaan de ozonlaag niet aan.